# Hůrecká věž
Hůrecká věž (446 m) je název hory v obci Struhařov v okrese Benešov. Její vrchol je zalesněn. V jejím okolí se nachází vesnice Budkov, Pecínov, Hliňánky, Horní Podhájí, Babčice, Dolní Podhájí a Skalice; na severním úpatí protéká Budkovský potok a na jižním Pozovský.

## Galerie

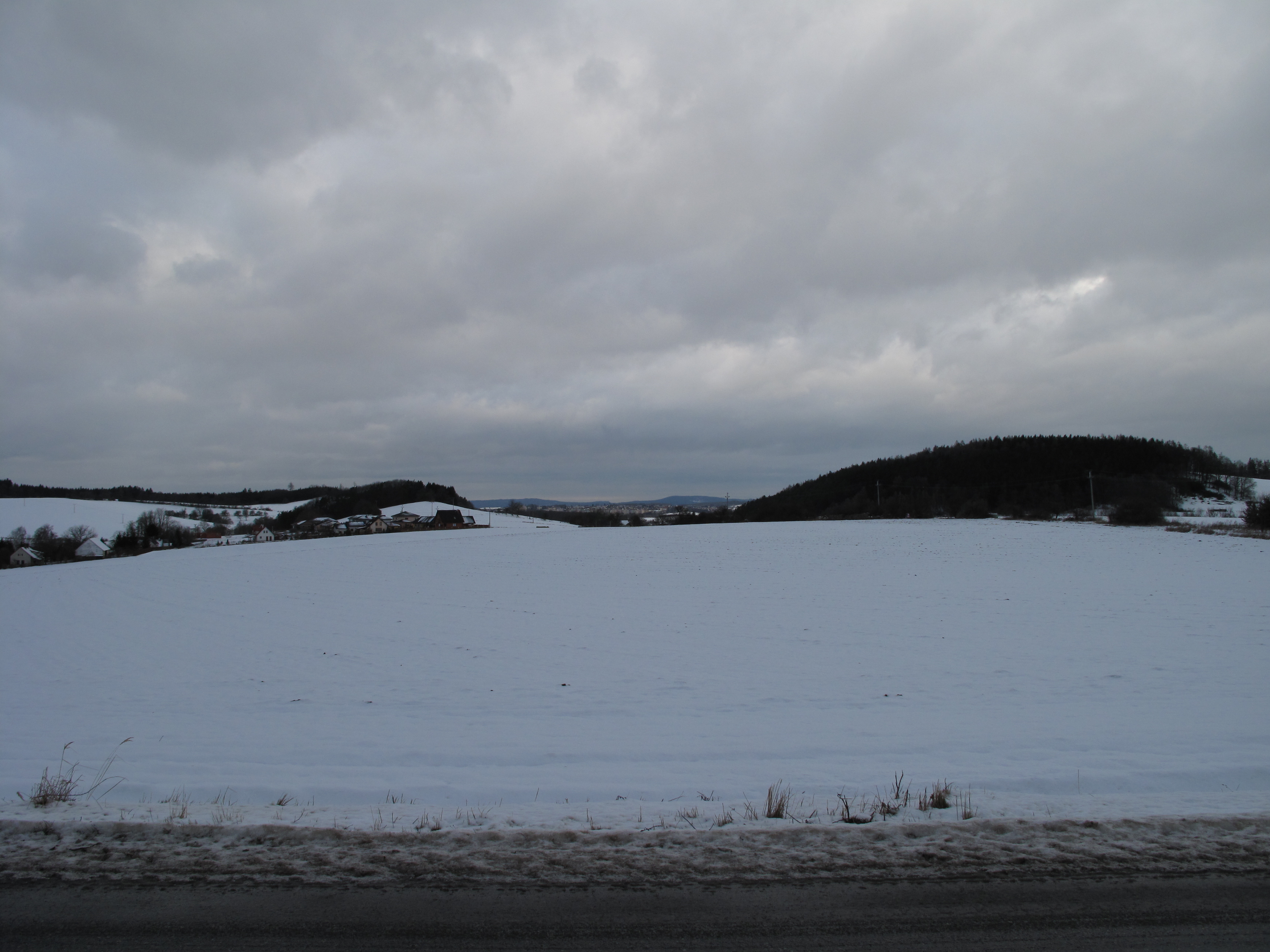
Od východu
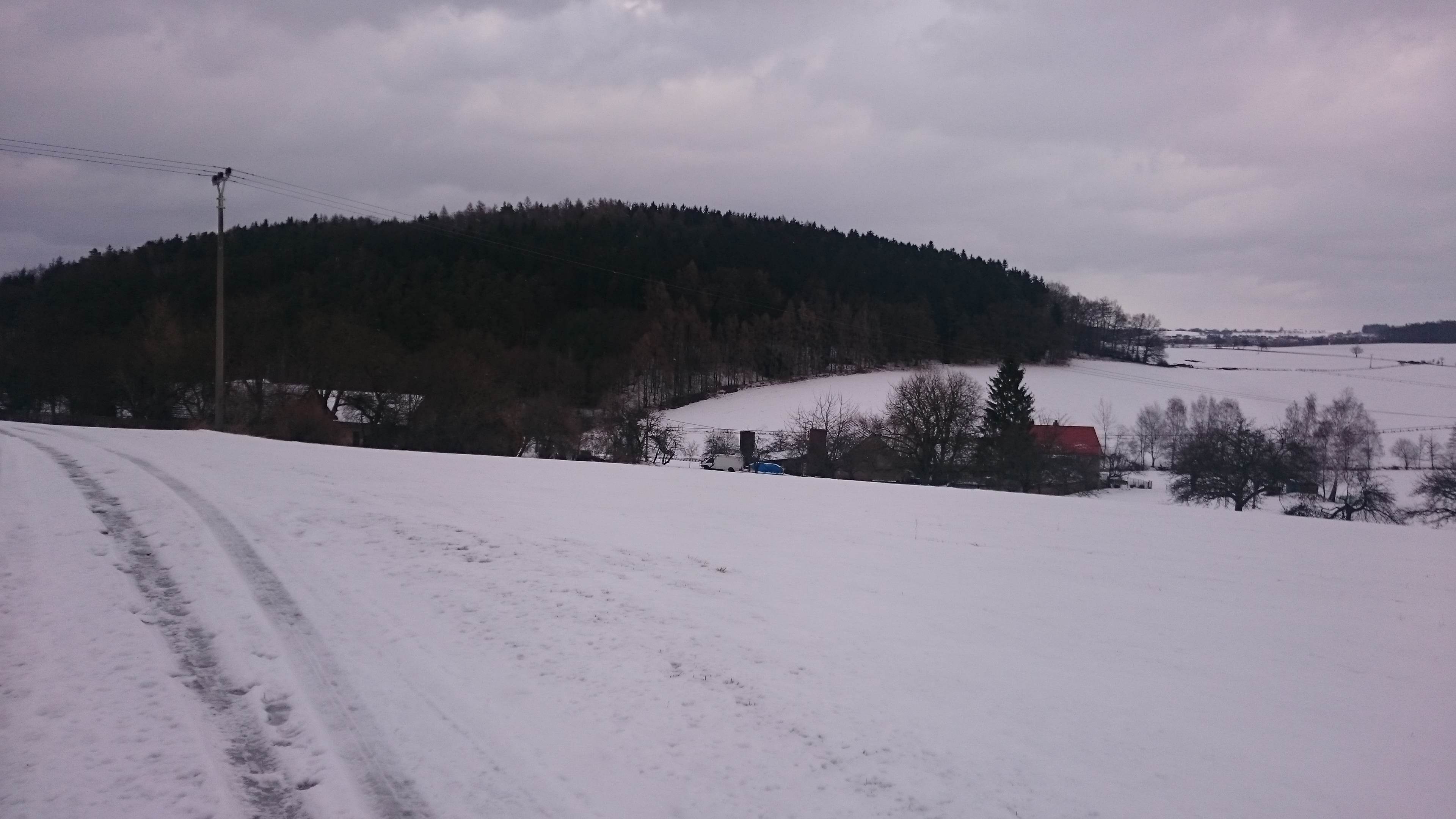
Z Babčic